# Flûte, flûte et flûtes ! (nouvelle)
Flûte, flûte et flûtes! (titre original : Button, Button) est une nouvelle de science-fiction d'Isaac Asimov parue aux États-Unis en janvier 1953 dans le magazine Startling Stories, et en France dans l'anthologie Flûte, flûte et flûtes ! en 1977.

## Résumé
Harry Smith reçoit la visite de son oncle Otto Schlemmelmayer, inventeur malheureux d'une flûte à commande mentale. Otto, pour développer son projet fétiche, souhaite gagner de l'argent au moyen d'une nouvelle invention : il peut aller chercher dans le passé, et dupliquer, un gramme de n'importe quoi. Mais, demande-t-il à Harry en sa qualité d'"avocat tortueux, menteur, sournois et malhonnête", quelle substance serait assez précieuse pour qu'un seul gramme justifie la dépense?
À force d'échanges acides, Harry et Otto concluent que seul un document ancien conviendrait. Par exemple, un spécimen rare de la signature de Button Gwinnett, mort un an seulement après avoir signé la Déclaration d'indépendance des États-Unis.
Ils l'obtiennent au prix de mille avanies, mais réalisent ensuite qu'ils ne peuvent vendre ce bout de parchemin aussi neuf qu'en 1776.